# Santa Rosa de Copán
Santa Rosa de Copán, surnommée « La Sultana de Occidente, » est la ville commerciale et politique la plus importante de l'ouest de la république du Honduras, chef-lieu de la municipalité homonyme et chef-lieu du département de Copán. 
En 2016, Santa Rosa de Copán comptait une population de 65 233 habitants. Par son patrimoine et son histoire culturelle, la commune a été déclarée « monument historique national » par le décret gouvernemental n° 344, en 1991.